# 1859 en Belgique
Chronologie de la Belgique
- 1855
- 1856
- 1857
- 1858
- 1859
- 1860
- 1861
- 1862
- 1863

Cette page recense des événements qui se sont produits durant l'année 1859 en Belgique.

## Chronologie

### Juin 1859
- 12 juin : Naissance de Léopold de Belgique, héritier du trône de Belgique de 1865 à 1869.

## Culture

### Architecture

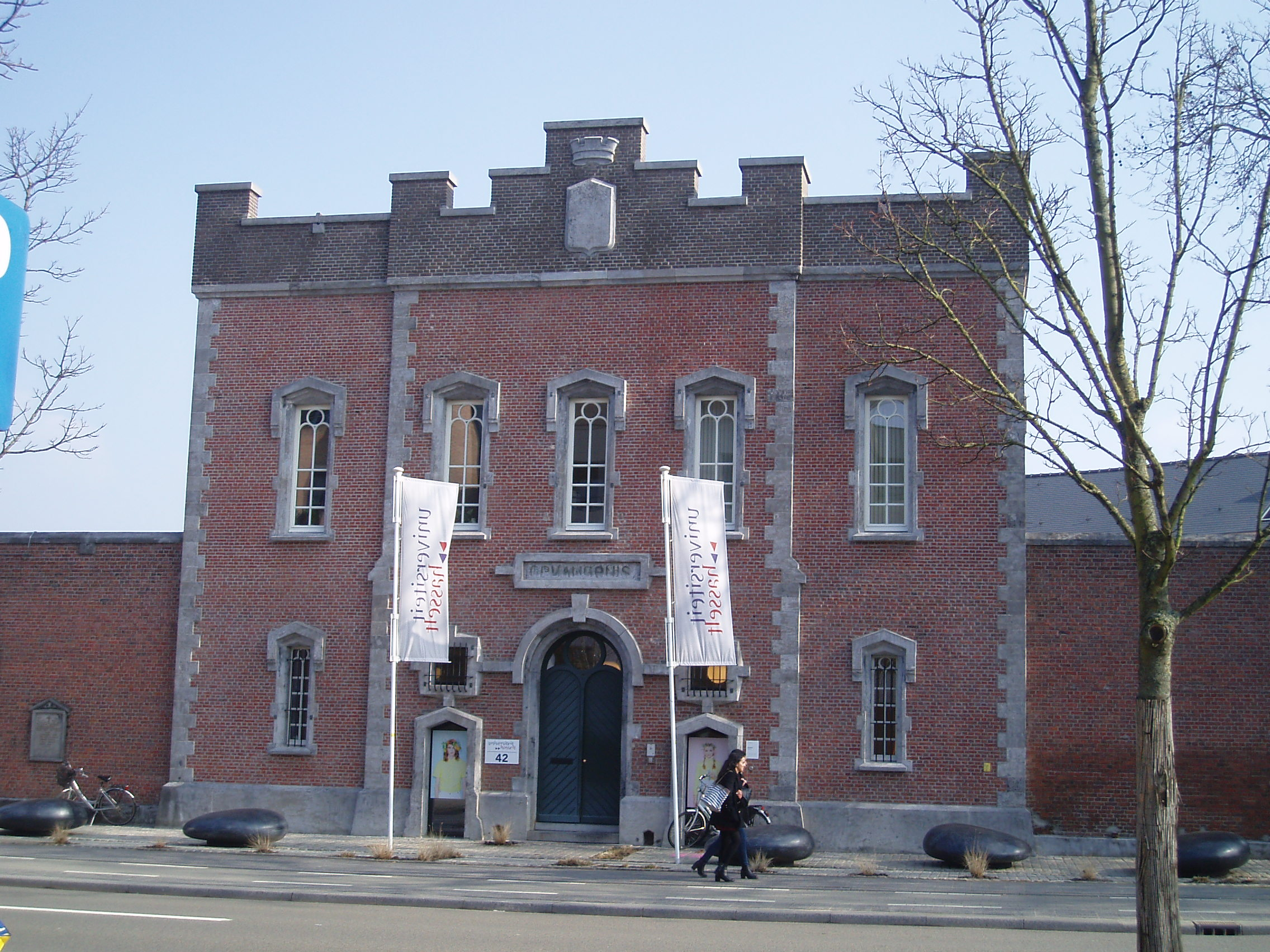
Prison de Hasselt (style pseudo-Tudor, François-Jacques Derre)
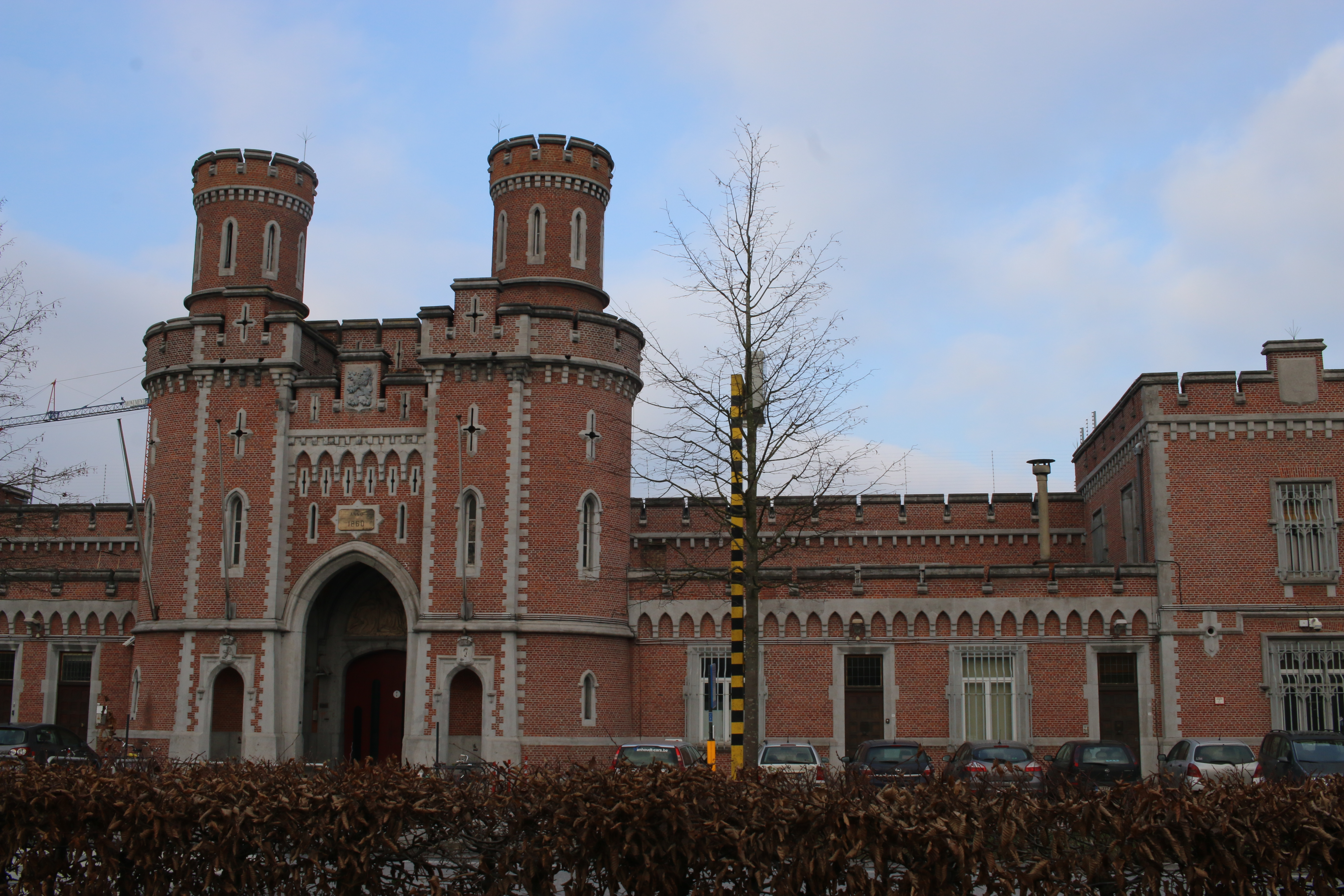
Prison centrale de Louvain (style pseudo-Tudor, Joseph Jonas Dumont)

### Arts
- Le sculpteur Robert Fabri remporte le premier prix de Rome belge[1].

## Naissances
- 19 septembre : Pierre Langerock, architecte († 14 septembre 1923).